# Fundação João Mangabeira
A Fundação João Mangabeira (FJM) é uma entidade sem fins lucrativos instituída pelo Partido Socialista Brasileiro (PSB) em 1990. Tem como finalidades a formação política socialista e a elaboração de políticas públicas. Vem se destacando como think tank na sociedade e na política brasileira.[carece de fontes?]
O nome da Fundação homenageia o primeiro presidente do Partido Socialista Brasileiro, designado em 1947. João Mangabeira foi um destacado político brasileiro, tendo ocupado os cargos de Ministro da Justiça, Ministro de Minas e Energia, Deputado Federal e Deputado Estadual.[carece de fontes?]

## Estrutura
A FJM tem autonomia financeira e administrativa baseada no repasse de recursos da cota parte do Fundo Partidário atribuída ao PSB, nos termos do Art. 44, II da Lei n° 9.096, de  19 de setembro de 1995.
Seu atual presidente é Carlos Siqueira, que dirigiu nacionalmente o PSB entre 2014 e 2025.

### Diretorias
A estrutura da Fundação é composta além da presidência, pela Diretora Financeira, Diretor de Organização, Diretora de Estudos e Pesquisas, Conselho Curador e Conselho Fiscal.
- Diretor-presidente: Carlos Siqueira (PSB-PE);
- Diretor vice-presidente: Floriano Pesaro (PSB-SP);
- Diretora Financeira: Amanda Sobreira (PSB-TO);
- Diretor de Organização (Formação): Sileno Guedes (PSB-PE);
- Diretora de Estudos e Pesquisas: Tabata Amaral (PSB-SP).

Tem sede própria em Brasília mas atua em todo o Brasil, através dos seus Núcleos Estaduais que constituem a rede nacional de Escolas de Formação Política Miguel Arraes.

## Conselho Curador
Atualmente participam do conselho curador da FJM;
1.Como Membros nato;
- João Campos, presidente nacional do PSB
- Carlos Siqueira, presidente da FJM

2.Como membros titulares; 
- Jiberlandio Miranda
- Ana Célia
- Lucia França
- Gabriel Goldfjan
- Raíssa Rossiter
- Alberto Gavini
- Álvaro Cabral
- Adilson Gomes da Silva
- Dalvino Troccoli Franca
- Gabriel Maia Gelpke
- Jairon Alcir Santos do Nascimento
- James Lewis Gorman Junior
- Silvio Humberto dos Passos Cunha
- Tathiane Aquino de Araújo
- Serafim Correa

3.Como membros suplentes; 
- Rodrigo Oliveira de Castro Dias
- Daniel Bueno Torres
- Felipe Rocha Martins
- Gerson Bento da Silva Filho
- Joilson Cardoso